# فلورنس مک‌لاکلین
فلورنس مک‌لاکلین (انگلیسی: Florence McLaughlin؛ ‏ ۱۸۹۸–۱۹۷۲) بازیگر اهل ایالات متحده آمریکا بود.
از فیلم‌هایی که وی در آن‌ها نقش داشته‌است، می‌توان به آب‌درمانی، دیگر هرگز، اصل و نسب اشرافی، اصلاح‌طلبان، سی روز، خاله بیل، سرناد، استخدام و اخراج، جسارت و بنزین، تعطیلات آن‌ها، پلک زد و برنده شد، فرزند مادر، چاق و بی‌وفا، بسته گران‌بها، یک ضیافت مطبوع، آپارتمان‌های همتا، خدمتکار سفارشی، دختر دیگر، دسیسه‌گران، سی روز، عشق و وظیفه، عاشق‌پیشه‌ها، میلیونر، رقیب کوپیدو، شرور، دیوانگان خمیر، قهرمان، پشت‌صحنه و بز اشاره نمود.